# 서울 SK 나이츠
서울 SK 나이츠(영어: Seoul SK Knights)는 서울특별시를 연고로 하는 대한민국의 프로 농구단이다. 법적으로는 주식회사이며, SK그룹의 계열사이다.

## 역사
1997년에 SK그룹에서 그룹 부도로 출범이 무산된 청주 진로 맥카스를 인수하여 창단되었다. 1999-2000 시즌에는 현대를 꺾고 우승을 한 기록이 있고, 2001-02 시즌에 대구 오리온스에 패해 준우승을 거두었다. 그런데 그 이후로는 통 부진에서 벗어나지 못하고 있다. 그나마 2007-08 시즌에 플레이오프에 진출한 적이 있기는 하다. 부진에도 불구, 관중 순위는 매번 1위를 찍는 KBL 대표 인기 구단 중 하나다.

## 시즌 연혁
- 같은 해에 창단한 창원 LG 세이커스와는 다르게 첫 해엔 최하위를 차지했다.
- 서장훈이 1998년에 입단하였다.
- 원래 연고지는 충청북도 청주시였지만, 2001년 6월 서울 삼성 썬더스와 함께 서울특별시로 연고이전을 하였다.
- 2001년 청주에서 서울로 연고지 이전을 할 때, 청주 시민 일부는 연고 이전 반대 시위를 벌이기도 했다.
- 연고 이전 반대 시위 이후 첫 시즌에는 플레이오프 준우승을 거두었지만, 그 다음 시즌 서장훈이 서울 삼성 썬더스로 이적하면서 꼴찌와 동시에 하향세를 걷고 있다.
- 모기업이 신세기통신을 인수하면서 2001년부터 2003년까지는 SK 농구단이 2개였다.(서울 SK 나이츠와 인천 SK 빅스) 이후 인천 SK 빅스는 고려제강 계열의 전자랜드에 매각한다.
- 2003-04 시즌까지는 서울 삼성 썬더스와 같은 잠실체육관을 썼고, 2004년에 잠실학생체육관으로 홈구장을 옮겼다.
- 2007~2008 시즌엔 대구 오리온스를 6년연속 플레이오프 진출시킨 김진 감독의 취임과, 신인 김태술의 가세로 6년만에 플레이오프 진출에 성공했다.
- 2009-10 시즌엔 주희정을 영입하면서 우승 후보로 손꼽혔지만, 끝내 정규시즌 7위를 기록하였다. 특히 이 시즌 중에는 김진 감독이 사퇴하는 최악의 수모를 겪다가 신선우 감독이 취임하기도 했다.
- 2010-11 시즌까지 함께 했던 신선우 감독이 사퇴한 뒤, 2011-12시즌엔 문경은 감독 대행이 정식 감독으로 승격하여 서울 SK 나이츠의 감독으로 취임하였다.
- 2012-13 시즌 들어서 최부경, 박상오, 애런 헤인즈 등을 영입하면서 달라진 모습을 보이고 있다.
- 2012-13 시즌에 팀에서 인기가 많은 김효범과 크리스 알렉산더를 전주 KCC 이지스의 코트니 심스와 2:1 트레이드를 하여 큰 주목을 받았지만 좋아하지 않는 팬들도 많이 있었다.
- 2012-13 시즌에 최다 연승 타이 기록인 11연승을 기록하였다.
- 2013년 2월 8일에 홈 최다 연승 15연승을 작성하였다.
- 2013년 3월 9일에 최초로 정규리그 우승을 확정지었다.
- 2018 한국프로농구 플레이오프에서 18년만에 챔피언결정전에서 우승을 차지하였다.

## 11번의 저주
- 11번은 1998-99 시즌부터 2001-02 시즌까지 서장훈이 달았던 번호였다. 또 11번은 SK에서 상징적인 번호이다. 모기업 SK텔레콤의 이동통신번호 011을 상징하기 때문이다. 그러나 2002년 서장훈이 FA로 서울 삼성 썬더스에 이적하면서부터 플레이오프 진출에 실패하여, 11번의 저주가 생겨났다. 2002-03 시즌엔 아무도 안 달았지만 두 번째 최하위를 차지하였고, 2003-04 시즌에 홍사붕(시즌 중 전주 KCC 이지스로 이적), 2004-05 시즌엔 조상현, 2005-06 시즌엔 방성윤이 달았다. 그리고 2002-03 시즌 감독이었던 최인선은 처음으로 꼴찌를 맛보았다. 2004-05 시즌에 전 시즌 여수 코리아텐더 푸르미(현 수원 KT 소닉붐)를 5년 만에 플레이오프 진출시킨 이상윤 감독이 취임했지만, 역시 플레이오프 탈락하고 2000년부터 2004년까지 창원 LG 세이커스를 4시즌 연속 4강으로 이끈 김태환 감독이 2005년에 취임하였다. 하지만 김태환 감독 역시 9위를 기록하며 플레이오프에 진출 실패하고, 2006-07 시즌 초반에 사퇴하였다. 이후 강양택 코치가 감독대행으로 취임하였다. 그 시즌에도 역시 7위로 플레이오프 진출을 실패했다. 그러자 서장훈이 전주 KCC 이지스로 이적하면서 6년 주기설로 플레이오프 진출에 성공했지만, 2008-09, 2009-10, 2010-11, 2011-12 시즌에는 다시 진출 실패했다. 그러나 2012-13 시즌에는 1위로 플레이오프 진출을 확정지었다. 하지만 2015-16 시즌에는 다시 9위로 추락하였다.

## 우승 기록

### 국내 대회

#### 리그
- KBL 챔피언 결정전
  -  우승 (3): 1999-2000, 2017-18, 2021-22
  -  준우승 (4): 2001-02, 2012-13, 2022-23, 2024-25

- KBL 정규리그
  -  우승 (2): 2012-13, 2021-22
  -  준우승 (3): 1999-2000, 2001-02, 2017-18

#### 컵
- KBL 컵대회
  -  우승 (1): 2021
  -  준우승 (1): 2020

## 역대 감독 연혁
| 순번 | 재임 기간               | 이름   | 경기 | 승  | 패  | 승률  | 비고                       |
| ---- | ----------------------- | ------ | ---- | --- | --- | ----- | -------------------------- |
| 1대  | 1997.06.01 ~ 1998.11.25 | 안준호 | 51   | 14  | 37  | 0.275 |                            |
| 2대  | 1998.11.26 ~ 2003.04.30 | 최인선 | 237  | 128 | 109 | 0.540 | 1999-2000 시즌 챔프전 우승 |
| 3대  | 2003.05.01 ~ 2005.04.05 | 이상윤 | 108  | 43  | 65  | 0.398 |                            |
| 4대  | 2005.04.06 ~ 2006.11.15 | 김태환 | 63   | 27  | 36  | 0.429 |                            |
| 5대  | 2007.05.01 ~ 2009.12.15 | 김진   | 133  | 61  | 72  | 0.459 | 2009-10 시즌 자진사퇴      |
| 6대  | 2009.12.25 ~ 2011.04.05 | 신선우 | 80   | 28  | 52  | 0.350 |                            |
| 7대  | 2011.04.06 ~ 2021.04.28 | 문경은 | 529  | 288 | 241 | 0.544 | 2011-12 시즌 감독대행      |
| 8대  | 2021.04.29 ~ 현재       | 전희철 | 108  | 76  | 32  | 0.704 | 현 감독                    |

## 영구 결번
- 10 문경은
- 13 전희철

## 응원단
아나운서 : 박종민
응원단장 : 강훈
치어리더 : 박혜린, 안지현, 박기량, 송은지, 용경아, 송수지, 노혜린, 은나영, 이유미, 서가윤